# Noé da Silva Ximenes

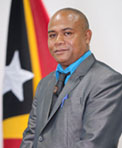
Noé da Silva Ximenes

Noé da Silva Ximenes (* 9. November 1969 in Bahu, Baucau, Portugiesisch-Timor), Kampfname Buka Tuir, ist ein Politiker aus Osttimor. Er ist Mitglied der Partidu Libertasaun Popular (PLP).

## Werdegang

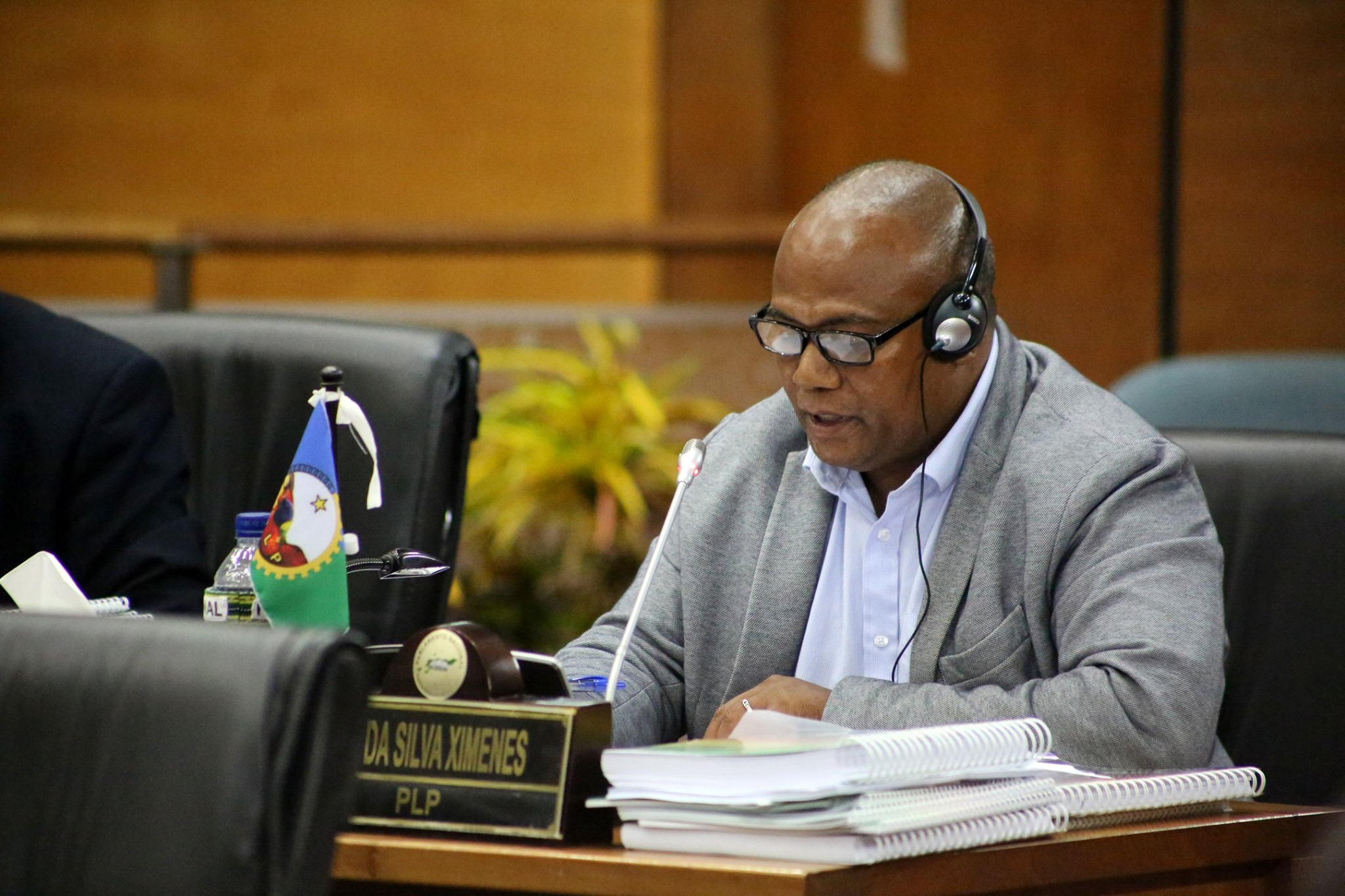
Ximenes im Parlament (2020)

Ximenes hat ein Diplom (D3) in Bankmanagement inne. Er war Regionaldirektor des Ministeriums für den Öffentliche Dienst (Ministru Obras Públikas MOP).
Bei den Parlamentswahlen 2017 scheiterte Ximenes auf Platz 20 der Wahlliste der PLP. Bei den vorgezogenen Neuwahlen 2018 stand Ximenes auf Platz 26 der Aliança para Mudança e Progresso (AMP), zu der auch die PLP gehört, und schaffte den Einzug in das Nationalparlament Osttimors. Hier ist er stellvertretender Fraktionsvorsitzender der PLP.
Am 4. Juli 2018 wurde Ximenes zum Vizepräsidenten der parlamentarischen Kommission für Bildung, Gesundheit, soziale Sicherheit und Gleichstellung der Geschlechter (Kommission F) gewählt und mit deren Umstrukturierung am 16. Juni 2020 zu ihrem Präsidenten. Bei den Parlamentswahlen 2023 trat Ximenes nicht mehr an.